# Miriarch
Miriarch (limba italiană: Miriarca) a fost conducătorul bizantin al trupelor trimise de împăratul Constantin al X-lea Ducas în anii 1060 și 1061 în catepanatul de Italia.
La sfîrșitul anului 1060, Miriarch a condus o puternică armată destinată recuceririi orașelor Taranto, Brindisi, Oria și Otranto, într-o tentativă de a readuce inițiativa militară din sudul Italiei de partea bizantină, într-un context în care aceasta deja trecuse de partea normanzilor. Miriarchus a reușit să înainteze până la zidurile orașului Melfi, dar asediul asupra acestei localități și-a pierdut din consistență odată cu sosirea trupelor normandului Robert Guiscard, proaspăt revenite dintr-o campania împotriva sarazinilor din Sicilia. Miriarch a fost succedat la conducerea trupelor bizantine din Italia de către Maruli, în 1061, într-un moment în care Robert Guiscard a început înaintarea în Apulia.